# Çeltiközü, Kargı
Çeltiközü là một xã thuộc huyện Kargı, tỉnh Çorum, Thổ Nhĩ Kỳ. Dân số thời điểm năm 2010 là 205 người.